# Демьяново
Демьяново — посёлок городского типа в Подосиновском районе Кировской области (Россия). Административный центр Демьяновского городского поселения. Статус посёлка городского типа — с 1960 года. Распоряжением Правительства РФ от 29.07.2014 N 1398-р (ред. от 13.05.2016) «Об утверждении перечня моногородов», включён в список моногородов Российской Федерации (с риском ухудшения социально-экономического положения).
Расположен на правом берегу реки Юг. Конечная станция (Подосиновец) железнодорожной ветки от станции Панасюк (на линии Киров — Котлас).

## История
Своим возникновением посёлок Демьяново обязан началу строительства в 1954 году на правом берегу реки Юг Подосиновского лесоперевалочного комбината (в постсоветские годы реорганизованный в ЛПК «Полеко»). На всесоюзную стройку съезжались как местные жители окрестных сёл и деревень, так и комсомольцы со всех уголков СССР.
Своё наименование, выросший средь болот и лесов на территории бывшего колхоза «Красная Горка», посёлок получил по названию находящейся в трёх километрах ниже по течению реки Юг деревни Демьяново (и поныне существующей, из-за чего иногда возникает путаница).

### Конфликт местных жителей с мигрантами
22 июня 2012 года между местными жителями и бизнесменом, уроженцем Дагестана, владеющим пилорамой, произошёл конфликт, за ним последовали массовая драка, аресты. Вследствие этих событий глава посёлка и района ушли в отставку. Для предотвращения дальнейшей эскалации событий в посёлок были введены усиленные отряды полиции. 27 июня на место происшествия прибыл губернатор Кировской области Н. Белых.

## Население
| 1970  | 1979  | 1989  | 2002  | 2009  | 2010  | 2012  |
| ----- | ----- | ----- | ----- | ----- | ----- | ----- |
| 4798  | ↗5850 | ↗7023 | ↘6423 | ↘6051 | ↘5558 | ↘5460 |
| 2013  | 2014  | 2015  | 2016  | 2017  | 2018  | 2019  |
| ↘5366 | ↘5235 | ↘5121 | ↘5061 | ↘4953 | ↘4877 | ↘4772 |
| 2020  | 2021  |       |       |       |       |       |
| ↘4683 | ↘4445 |       |       |       |       |       |

## Производство
Ввиду своего местоположения — на берегу ранее судоходной во время паводка реки Юг и посреди густых лесов, преимущественно хвойных, основным производством является заготовка и переработка леса. На территории муниципального поселения располагается множество небольших лесопильных предприятий (25 организаций). Наиболее крупными лесоперерабатывающими предприятиями являются градообразующий «Демьяновский завод ДВП» (ранее ЛПК «Полеко», «Демьяновские мануфактуры») и «Жешартский ЛПК»(ранее Подосиновский фанерный завод, построен и запущен в 2008 году).